# Слёзкин, Юрий Львович (писатель)
Юрий Львович Слёзкин (27 ноября [9 декабря] 1885, Вильно, Российская империя — 27 июля 1947, Московская область, РСФСР, СССР) — русский писатель.

## Биография
Родился 27 ноября (9 декабря) 1885 года в Вильно в семье генерал-лейтенанта Льва Михайловича Слёзкина (1855 — не позднее 1928), участника русско-турецкой войны 1877—1878 гг., и Веры Георгиевны Эрдели (1859—?).
Вера Георгиевна, узнав о длительной связи мужа с известной варшавской актрисой, подала на развод. Дело приобрело скандальную известность и Лев Михайлович в порядке наказания был переведён из гвардии в жандармские войска. Забрав сына, Вера Георгиевна уехала во Францию. После развода родителей в 1892 году Юрий с отцом в его имении Илово Полоцкого уезда Витебской губернии. Некоторое время посещал кадетский корпус и, возможно, покинул его по настоянию отца, поощрявшего литературные занятия сына и не желавшего для него военной карьеры. В имении была большая библиотека. В доме преобладали литературно-театральные интересы. Среди гостей дома были: певцы H. Н. Фигнер и М. Баттистини, актриса М. Г. Савина и др. С восьми лет Слёзкин писал стихи, «не пропускал ни одного спектакля», разыгрывал с друзьями «трагедии собственного сочинения», в 1902 году опубликовал стихи в газете «Виленский вестник» за подписью Юрий Иловцев.
Поступил на юридический факультет Петербургского университета; проучившись четыре семестра, в апреле 1909 года был отчислен за невнесение платы. Несмотря на хлопоты отца, сумевшего отсрочить исключение, в ноябре 1911 года Слёзкин был отчислен из университета без разрешения пользоваться «правами, предоставленными студентам, окончившим полный курс». Во время учёбы в университете (1905) вступил в студенческую фракцию социал-демократов (большевиков); его сокурсник и друг ― будущий нарком юстиции Н. В. Крыленко.
Первая публикация (в прозе) появилась в 1901 году (под псевдонимом Юрий Иловский), первый сборник рассказов вышел в 1910 году. Повесть о первой русской революции 1905 года «В волнах прибоя» (1906) была запрещена цензурой, а автор осуждён на год заключения, но освобождён после вмешательства высокопоставленных родственников.
В 1909 году Слёзкин организовал литературно-художественное содружество «Богема» (1909―1911), собиравшееся у него по субботам (второе название «субботники»). В числе участников содружества — Д. Д. Бурлюк, С. М. Городецкий, С. А. Недолин, А. Н. Толстой, В. Хлебников, Саша Чёрный, Б. М. Эйхенбаум и др. Планировалось издание «литературного и художественно-критического листка», однако замысел реализовать не удалось. В этот период Слёзкин печатал рассказы в самых разных журналах: «Сторож» (1905), «Марево» (1908), «Полудница» и «Леший» (1909), «Негр из летнего сада» (1910); выпустил сборник «Картонный король» (1910). Около 1910 года Слёзкин сблизился с кругом М. А. Кузмина, отмечавшего его «несомненное дарование». Первым своим значительным произведением сам автор называл повесть «Помещик Галдин» (1912).
За романом «Секрет полишинеля» (1913), прошедшим почти не замеченным критикой, последовал роман «Ольга Орг» (1914). Он пользовался скандальной известностью, выдержал 10 изданий, был переведён на несколько европейских языков, в 1915 году экранизирован Е. Бауэром под названием «Обожжённые крылья».
В середине 1910-х годов Слёзкин — активный участник литературной жизни Петербурга, инициатор создания и вице-председатель (в связи с постоянным отсутствием председателя К. И. Арабажина — фактический руководитель) закрытого клуба деятелей искусств «Медный всадник». В. И. Мозалевский, познакомившийся со Слёзкиным в 1915 году, вспоминал: «Внешне он был то, что называется „писаный красавец“, стройный брюнет, одетый по-уайльдовски нарядно. Был он весел, остроумен, приветлив, держался, правда, под „признанного писателя“, но доброжелателен к молодым». По свидетельству Л. Е. Белозерской-Булгаковой, Слёзкин был «петербургско-петроградским любимцем, об успехе которого у женщин ходили легенды»: «Ладный, темноволосый, с живыми черными глазами, с родинкой на щеке на погибель дамским сердцам… Вот только рот неприятный, жестокий, чуть лягушачий».
В начале 1917 года выходит семейно-психологический роман Слёзкина «Ветер». На послефевральские эксцессы Слёзкин откликнулся памфлетом «Скоморохи революции», где обвинил интеллигенцию в том, что она «в страшную минуту народного гнева … постыдно бежала, смеясь заодно со слепою чернью над разрушением и угодливо подкладывая поленья в костер, где коробились полотнища картин, символы народной (а не царской) мощи». Весной 1918 года стал одним из руководителей Союза деятелей художественной литературы (член Совета Союза, заведующий внешними делами, член Редакционной коллегии).

В мае 1919 года уехал из Петрограда сначала в Чернигов, где жил его отец; там заведовал подотделом искусств при облоно, руководил передвижной труппой при штабе фронта, печатался в местных «Известиях». Про этот период его жизни остались воспоминания Дмитрия Васильевича Краинского.
Третью группу составляли второстепенные комиссары и начальники разных отделов и подотделов (топлива, снабжения). Эти люди служили у большевиков так, как служили раньше в разных учреждениях. Многие служили поневоле, а некоторые составляли категорию подделывающихся. Это были люди не опасные. Втихомолку они ругали большевиков, но в их среде делались сторонниками большевизма, выступая в различных заседаниях как истые коммунисты. Мы отлично знали, что они лгут, но этим они поддерживали большевиков и вводили публику в заблуждение. Таким был случайно попавший в Чернигов писатель Юрий Слезкин, служивший в отделе наробраза. Он был противен, но жил хорошо, весело, как комиссар; о нем мы будем говорить еще впереди. 
<…>

Мы боялись за свою молодежь, и не напрасно. Таких случаев было много. Вот почему мы относимся с особым омерзением к писателю Юрию Слезкину, который в этом кровавом чаду не отставал от комиссаров и матросов. Устраиваемые им оргии были известны в городе. На правах комиссара отдела наробраза он был в привилегированном положении и заливал вином тыняющихся вокруг него наших бывших черниговских гимназисток. Он совращал их вместо того, чтобы поддержать нравственно и удержать от соблазна большевистской разнузданности.
Осенью 1919 года Слезкин оказался в «белом» Харькове, где работал в кабаре «Веселая канарейка». В 1920 году Слёзкин через Ростов добрался до Владикавказа, находившегося под властью белых. Здесь познакомился и подружился с Михаилом Булгаковым. После прихода красных они вместе служили в подотделе искусств комитета народного образования. Слёзкин стал руководителем подотдела, Булгаков — заведующим литературной секцией в этом подотделе. Слёзкин также работал режиссёром в местном театре, преподавал в консерватории и драматической студии. Зимой 1921 года он отправился в Москву, но задержался в Полтаве, где занимался режиссурой (в труппе при штабе 25-й Чапаевской дивизии поставил «карнавальную арлекинаду» «Зеркало Коломбины» и преподавал). Осенью 1921 года был арестован и судим губревтрибуналом за статью «Красная одурь», опубликованную в деникинской газете. Не позднее марта 1922 года приехал в Москву. После приезда Слёзкин ввёл Булгакова в московскую литературную среду. В романе «Девушка с гор» (1925) Слёзкин вывел Булгакова под именем журналиста Алексея Васильевича. В свою очередь Булгаков вывел Слёзкина в «Театральном романе» в образе Ликоспастова.
Осенью 1922 года Слёзкин и С. А. Ауслендер создали кружок «Зелёная лампа». Среди участников — поэтесса Е. А. Галати, прозаик Д. М. Стонов, детский писатель Н. Я. Шестаков и др. На собраниях кружка присутствовал и Михаил Булгаков.
Новое рождение Слёзкина в литературе началось с рассказа «Голуби» (1922), в котором «печаль об ушедшем» рассматривалась как форма тоски по «голубиной» чистоте. Затем последовали юмористическая повесть «Голый человек. Украинское происшествие» (1924), роман «Разными глазами» (1926), фантасмагорическая «дьяволиада» «Козел в огороде» (1928). Вошёл в историю советской научной фантастики памфлетом «Кто смеётся последним» (М.-Л., 1925; под названием «Дважды два — пять» — Л., 1925), опубликованным под псевдоним Жорж Деларм. В 1927 году вышел роман «Бронзовая луна» о борьбе иранских крестьян с английскими интервентами, который был экранизирован (1929) на «АзГоскино» под названием «Дочь Гиляна».
Автор драматургических произведений: инсценировка «Пиковой дамы» (1924), молодежная комедия «Лелька» (1926), пьеса «Ураган» (1930). В 1929—1930 годы были написаны драмы «Сакинэ», «Лаковые туфли», «Ошибка доктора Сапегина», «Диктатор», не получившие сценической истории. Последнее произведение Слёзкина для театра — пьеса «Путина» (поставлена театром им. Вахтангова в 1930/1931). С конца 1930-х годов работал в кинематографе («кинематографичность» его манеры отмечена ещё Булгаковым). В 1941 году по
его сценарию В. Ю. Юренев поставил фильм «Весенний поток» (о бывшей воспитаннице детдома, ставшей там учительницей).
В 1928 году вышло собрание сочинений Слёзкина; его произведения по-прежнему пользуются популярностью, хотя за ним закрепляется репутация «писателя для нэпманов». Во второй половине 1920-х годов Слёзкин начинает работу над 4-томным «романом-хроникой» о 1-й
мировой войне «Десятилетье». Однако этот замысел остался незавершенным: первая книга цикла «Предгрозье (Лето 1914 года)» (1928) была подвергнута разгромной критике. В течение нескольких лет Слёзкина не печатают. Ситуация меняется только после того,
как в марте 1933 года он обращается с письмом к И. В. Сталину. Слёзкин пишет роман «Отречение» ((книги 1—2, 1935, 1937). Лейтмотив романа — осуждение ушедшего мира и тех, кто остался ему верен. Концепция свелась к противопоставлению двух лагерей — «паучьего», который «предает и продаёт родину», и революционно-патриотического, борющегося за её «блистательное будущее». Критика одобрила роман, хотя и отметила, что «растленная среда черносотенно-монархических торговцев родиной» изображена ярче, чем те, кто «повёл за собою все лучшее и прогрессивное, что было в стране». В годы Великой Отечественной войны Слёзкин выступает как публицист, работает в жанре короткого рассказа, близкого к очерку: «По тылам войны» (1941), «Воспитание характера» (1942), «Старики» (1942) и др. Его произведения выходили в массовых сериях, читались по радио.
Умер в 1947 году. Урна с прахом захоронена в колумбарии на Новодевичьем кладбище.

## Семья
Слёзкин был четырежды женат. Первая жена — Анна Александровна, вторая — Татьяна Владимировна. В 1919 году в Чернигове знакомится с третьей женой, актрисой Ангелиной Ивановной Жданович (1900—1979). В сер. 1920-х гг. женился на актрисе Ольге Константиновне Ерёминой (псевдоним О. Кузминская; 1895—1981), совместно с которой написал для Мосфильма три сценария: «Большой экзамен», «Огневая точка»
и «Воспитание характера». Впоследствии она стала писательницей, под фамилией Слёзкина выпускала книги для детей и юношества, в том числе повесть о первопечатнике Гутенберге «Оловянная рука» (1956).
- Сын — Лев Юрьевич Слёзкин (1920—2012) — доктор исторических наук, специалист по истории США и Латинской Америки.
- Внук — Юрий Львович Слёзкин (род. 1956) — профессор истории университета Беркли.

### Сценарии фильмов
- Обожжённые крылья, 1915
- Весенний поток, 1940

## Комментарии
1. ↑  Отец Слёзкина окончил Пажеский корпус (1875), служил в кавалерии, отчислен в запас в чине ротмистра (1883); впоследствии мировой посредник Виленского уезда. По возвращении на службу старший штаб-офицер для особых поручений при виленском, ковенском и гродненском генерал-губернаторе; подполковник (с 1892), генерал-лейтенант (с 1915). Последние годы служил в Отдельном корпусе жандармов. Почётный попечитель Виленского театра, драматург. Кроме занятий драматургией, сочинял музыку, участвовал в любительских спектаклях, рисовал.
2. ↑  Распад частной и обществ, жизни в России отзывается в судьбе героини ― провинциальной гимназистки, «усталой и разочарованной уже в самом начале жизни», которую душевный разлад и конфликт с близкими приводит к самоубийству. Сюжет разворачивается на фоне богемного Петербурга, литературных салонов, артистических кафе. «Типичный для своего времени, что называется, модный» роман имел «шумный успех» с несколько скандальным оттенком («грязная эротика», «порнография»).